# Jan Arnold
Jan Eduard Arnold (24. ledna 1785 Mnichovo Hradiště — 14. srpna 1872 Praha) byl český kněz, farář, mecenáš a spisovatel, spoluzakladatel Spolku českého měšťanstva v Praze, první Měšťanské besedy v českých zemích.

## Život

### Mládí
Narodil se v Mnichově Hradišti u Mladé Boleslavi do české rodiny. Byl bratrem pozdějšího politika a radikálního demokrata Emanuela Arnolda. Vystudoval piaristické gymnázium v Mladé Boleslavi a bohoslovecký seminář v Praze a Litoměřicích, vysvěcen na kněze byl roku 1807. Působil jako kaplan a farář v Turnově, Hrubé Skále a Miletíně na Jičínsku.

### Vlastenecká činnost
Jakožto český vlastenec se Arnold zapojil do českého kulturního života v době probíhajícího Národního obrození. Byl obhájcem českého jazyka a mecenášem spisovatelů, finančně například podporoval Karla Jaromíra Erbena. Roku 1838 se přestěhoval do Prahy, kde navázal spolupráci s místními vlasteneckými kruhy. V kněžské funkci byl posléze penzionován. Roku 1845 stál u zrodu Spolku českého měšťanstva v Praze (Měšťanská beseda). Spolek doplnil již existující síť spolků o ryze českou organizaci, do které se zapojili národně uvědomělí měšťané, podnikatelé, úředníci a intelektuálové. Už rok po svém založení měla přes 500 členů. Až do 70. let si udržovala jistý umírněný postoj k jazykovému národovectví a na její činnosti se podíleli i někteří německy mluvící Pražané. V dobách omezených ústavních svobod (před rokem 1848 a v dobách Bachova absolutismu letech 1849–1861) suplovala i roli politického centra českého života.
Jan Arnold byl účastníkem Slovanského sjezdu, aktivně se rovněž podílel na revolučním dění v Praze v červnu 1848. Rovněž byl činný ve Spolku k podporování chudých studujících. Aktivně se podílel na přípravě postavení Národního divadla a 16. května 1868 se osobně zúčastnil slavnosti položení základního kamene.

### Úmrtí
Jan Arnold zemřel 14. srpna 1872 v Praze ve věku 87 let. Tělo bylo uloženo v hrobě na Olšanských hřbitovech.

## Dílo
- Pamětní kniha pro obecenstvo farní osady miletínské